# 艦上機

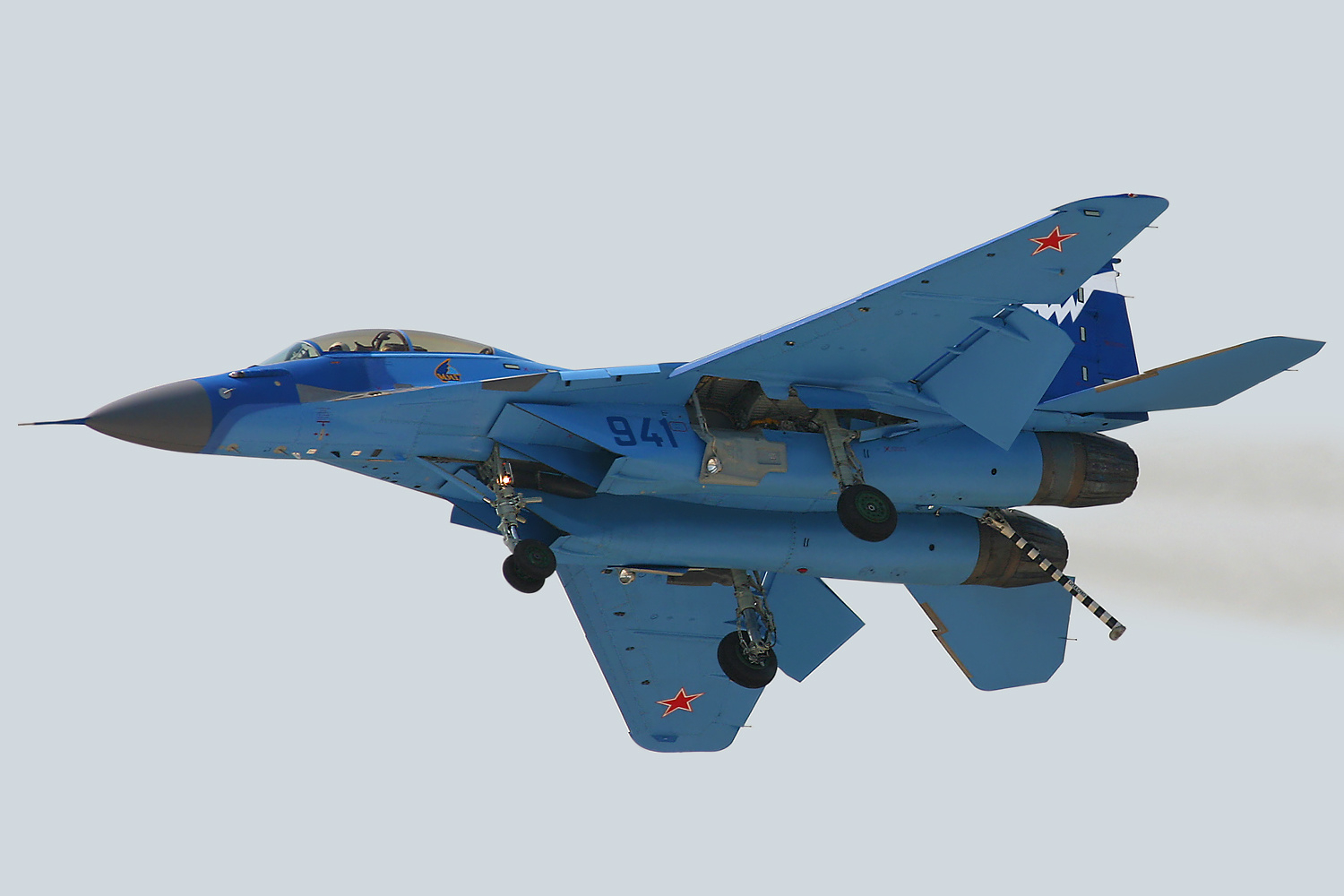
アレスティング・フックはSTOBAR及びCATOBAR方式で使用する。

カタパルトのシャトルと連結されたフック。ブライドルケーブルを装着するフックは現在使用されない。

艦上機（かんじょうき）は、飛行甲板から自力滑走で発艦し、直接着艦が可能な航空機のこと。
艦艇に搭載されるいわゆる艦載機のうち、航空母艦で運用される機体を艦上機、あるいは空母搭載機と称する。大日本帝国海軍では飛行甲板から直接発着艦できる航空機を特に艦上機と区別した。現在ではこの意味の艦上機のことを指してしばしば艦載機と呼ばれる。

## 特徴
航空母艦に搭載される機体は、他の機種に比べて厳しい条件に晒される為、比較的堅牢であることや狭い艦上での運用に対する柔軟性が求められる。特にカタパルトからの射出や着艦制動索をつかう着艦等の衝撃に対するものや、格納庫やエレベーターでの取り回しの為の翼の折り畳み機構等が挙げられる。また対空、対地、対潜、救難救助、輸送、偵察、観測、管制といった多種多様な用途の機体が存在する。
艦上機は他のCTOL機と比べて構造に違いがあり、カタパルト射出を行う機体に限らず構造が強化された前脚にダブルタイヤが装着される。CATOBAR方式に対応する場合は主翼または胴体にシャトルと繋ぐためのブライドルケーブルを装着するフック又は、前輪にカタパルトのシャトルと連結するフックが装着してある。STOVL方式でない場合は空母の艦上約100m程度の範囲で確実に停止できるよう、3本前後装備された着艦制動索に引っかける着艦フックが備え付けられている。また収容時の事情により、小さい翼面積でも低速時に高い揚力を発生させることが求められる。そして艦載機と同様に潮風に長期間晒される為、防錆塗装がされている。

## 主な艦上機

### 第二次世界大戦以前
大日本帝国
- 一〇式艦上戦闘機
- 一三式艦上攻撃機
- 八九式艦上攻撃機
- 九五式艦上戦闘機
- 九六式艦上戦闘機

 アメリカ合衆国
- FF
- F4B
- F3F
- マーチン BM（英語版）
- カーチス SBC

 イギリス
- ソッピース パップ
- ソッピース キャメル 2F.1
- フェアリー フライキャッチャー（英語版）

 フランス
- ルバッスール PL.5（英語版）
- ルバッスール PL.2（英語版）
- ルバッスール PL.4（英語版）

### 第二次世界大戦時
大日本帝国
- 零式艦上戦闘機
- 九七式艦上攻撃機
- 艦上爆撃機 彗星
- 艦上攻撃機 天山
- 艦上攻撃機 流星
- 艦上偵察機 彩雲

 アメリカ合衆国
- F4F ワイルドキャット
- SBD ドーントレス
- SB2C ヘルダイバー
- SB2U ヴィンディケイター
- TBF アヴェンジャー

 イギリス
- フェアリー ソードフィッシュ
- スーパーマリン シーファイア
- フェアリー ファイアフライ
- ホーカー シーハリケーン

 フランス
- ドヴォアチン D.373
- ルバッスール PL 7
- ロワール・ニューポール LN401（英語版）

### 現代
アメリカ合衆国
- F/A-18A-D ホーネット
- F/A-18E/F スーパーホーネット
- EA-18G グロウラー
- F-35B/C ライトニング II
- S-2 トラッカー
- S-3 ヴァイキング
- C-1 トレーダー
- C-2 グレイハウンド
- E-1 トレーサー
- E-2 ホークアイ

 中国
- J-15
- J-35
- KJ-600

 フランス
- エタンダールIV
- シュペルエタンダール
- ラファールM

 ソビエト連邦 /  ロシア
- Yak-38
- MiG-29K
- Su-33